# الصراع الهاشمي الأموي
الصِرَاعُ الهَاشِمِي الأُمَوي، مثل نزاعاً طويلاً بين عشيرتي بني هاشم وبني أمية فكلاهما ينتميان إلى قبيلة قريش العربية المكية، فقد بدأ منذ عهد الجاهلية قبل الإسلام وبلغ الصراع أوجُّه بين القرنين السابع حتى الثامن بعد قيام الثورة العباسية الهاشميَّة وقيامهم بمطاردة بني أمية بعد إزالة دولتهم عام 750، وقد أثر هذا التنافس كونه بات من الأحداث الرئيسية في مجرى التاريخ الإسلامي المبكر وشكّل أساس بعض العقائد والحركات والأفكار السياسية والدينية على المدى البعيد.

## الأصول
وفقًا للسائد ينحدر كل من بني هاشم وبني أمية من سلف مشترك، وهو عبد مناف بن قصي ابن سلف قبيلة قريش قصي بن كلاب وينحدرون في الأصل من مدينة مكة في الحجاز. وقد أخذ الهاشميون اسمهم من هاشم بن عبد مناف ، بينما ينحدر الأمويون من ابن آخر هو عبد شمس بن عبد مناف وأخذوا اسمهم من ابنه أمية بن عبد شمس.
تقول بعض الروايات الشعبيَّة أن هاشم بن عبد مناف (الجد الأكبر للنبي محمد) وعبد شمس بن عبد مناف كانا توأمان ملتصقان حيث كانت ساق هاشم متصلة برأس عبد شمس، وقيل إنهم جاهدوا في بطنهم كل واحد منهم يسعى إلى التفوق على الآخر ويُقال أن هاشم ولد بإحدى أصابع قدمه في جبين الأخ التوأم الأصغر عبد شمس، تقول الأسطورة أن والدهم عبد مناف بن قصي فصل أبناءه الملتصقين بالسيف وأن بعض الكهنة اعتقدوا أن الدماء التي سالت بينهم تعني حروباً بين ذريتهم. ورأى المنجمون في الجزيرة العربية أن عبد مناف قد ارتكب خطأ فادحاً عندما فصل أبنائه بالسيف، لم يعتبروا عمله فأل خير، ولكنها تبقى روايات غير مؤكدة لا يُمكن تأكيدها ولا نفيها نظراً لصعوبة الأمر وظروفه الصحيَّة.
وقد صار بني أمية أعداء بني هاشم عندما طرد هاشم أخيه عبد شمس بن عبد مناف من مكة. قضى عبد شمس معظم منفاه في سوريا، حيث برز كتاجر. خلال أواخر القرن السادس، كان الهاشميون أمناء حرم مكة وهي الكعبة المشرفة التي كانت تضم 360 صنماً قبلياً وجذب هذا الأمر الحجاج من جميع أنحاء شبه الجزيرة العربية إلى الأسواق الموسمية الصاخبة في المدينة، القوافل التي تزود هذه الأسواق كانت تديرها أبناء عمومة الهاشميين الأمويين. احتل الأمويون مناصب السلطة في دولة المدينة في مكة وقاموا بحراسة الرموز القبلية والتسلسلات الهرمية والممارسات التجارية التي دعمت الاقتصاد التجاري للمدينة، مما أدى إلى إثراء وتمكين عشيرتهم في هذه العملية.
عندما بدأ النبيُّ مُحَمَّد وهو تاجر هاشمي يبشر بالإسلام علناً ويندد بالظلم الذي قام عليه الهيكل الاجتماعي للمدينة في عام 613 م، قاد أبو سفيان بن حرب الأموي العشائر المكية الأخرى في معارضة النبيُّ مُحَمَّد ورسالته. لقد ردوا على تعاليمه من خلال فرض مقاطعة تجارية وزوجية معوقة على العشيرة الهاشمية. ونتيجة لهذا الاضطهاد هاجر معظم الهاشميين في مكة مدينتهم واستقروا في واحة المدينة المنورة عام 622 م.

## المعارك في زمن النبيُّ مُحَمَّد
تقع المدينة المنورة على بعد 200 ميل شمال مكة، على طريق القوافل إلى دمشق. فبعد أن هاجر النبيُّ مُحَمَّد وأتباعه إلى المدينة المنورة واضطروا لذلك تحت عداء واضح العيان من قريش آنذاك، قاموا بشكل متكرر بشن غزوات على القوافل المكية المارة. وعندما هوجمت قافلة تابعة لأبي سفيان بن حرب زعيم بني أمية بالقرب من المدينة المنورة، قررت قريش شن هجوم على المسلمين.
دارت المعركة الحاسمة غزوة بدر وهي الأولى في تاريخ الإسلام، بالقرب من ودائع بدر خارج المدينة، في 13 مارس 624. وفي مبارزات ما قبل المعركة، اشتبك ثلاثة هاشميين من الجانب الإسلامي علي بن أبي طالب وحمزة بن عبد المطلب وعبيدة بن الحارث مع ثلاثة أمويين من الجانب المكي ( الوليد بن عتبة وعتبة بن ربيعة وشيبة بن ربيعة، وقد قتل علي وليد، وقتل حمزة عتبة، وقُتل عبيدة على يد شيبة لكن ليس قبل إصابة خصمه بجروح قاتلة. وهكذا مع مقتل الزعماء المكيين الثلاثة من بني أمية ، بدأت المعركة مع معنويات الجانب المكي على ما يبدو ، وانتهت بانتصار المسلمين. من ذلك اليوم فصاعداً، يُقال إن التنافس بين العشيرتين تطور إلى حالة شديدة من العداء القبلي فكانت النظرة الهاشميَّة مُتجهة لنظرة إسلامية بينما الأمويَّة نظرة قبليَّة صرفة.
أمر النبيُّ مُحَمَّد بعدم قتل الهاشميين الذين كانوا يقاتلون إلى جانب المكيين في بدر، بمن فيهم عمه العباس بن عبد المطلب وردًا على ذلك قال أبو حذيفة بن عتبة وهو مسلم من بني أمية، وهو ابن وأخ على التوالي من المحاربين المكيين الذين قتلوا في المبارزات: "نقتل آباءنا وإخوتنا وأطفالنا ونترك العباس؟ والله! إذا قابلته سأقتله بالسيف."  تم أسر العباس في النهاية، لكن النبيُّ مُحَمَّد أطلق سراح عمُّه وسمح له بالعودة إلى مكة. في المقابل، تم إعدام الشيخ الأموي عقبة بن أبي معيط بناءً على أوامر النبيُّ مُحَمَّد بعد أسره، ويُقال أنه نتيجة التعصُّب الأمويّ الذي طغى على قبيلة قريش آنذاك، مما جعل هذا بني أمية أكثر مرارة وعناداً ضد الإسلام و قد أقسم أبو سفيان زعيم بني أمية (وكامل قريش بعد مقتل أبو جهل) بالآلهة الوثنية اللات والعزى على الانتقام من النبيُّ مُحَمَّد والمسلمين.
التقى الطرفان مرة أخرى العام المقبل في معركة أحد. بقيادة أبو سفيان، حيث تمكن المكيون من تحقيق نصر، وإن كان باهظ الثمن. عندما قُتل حمزة عم النبيُّ مُحَمَّد الذي قتل عتبة بن ربيعة في بدر كما ورد أن هند بنت عتبة ابنة عتبة وزوجة أبو سفيان قطعت جثة حمزة وأخذت كبده ثم حاولت تناوله ومضغه. قرر أبو سفيان، بعد بعض المحادثات القصيرة مع صاحب النبيُّ مُحَمَّد وهو عمر بن الخطاب العودة إلى مكة دون الضغط على مصلحته.
بعد ذلك بعامين قاد أبو سفيان القوات المكية في غزوة الخندق على المدينة المنورة، بعد أن حفر المسلمون خندقًا حول المدينة. وبعد أن خرقت قريش معاهدة الحديبية اللاحقة، قاد النبيُّ مُحَمَّد جيشه إلى مكة في فتحٍ سلميّ حيث اعتنق معظم الأمويين بمن فيهم أبو سفيان وأبناؤه معاوية ويزيد الإسلام. وأصبح آخرون، مثل هند بنت عتبة وعبدالله بن سعد، هاربين لكنهم اعتنقوا الإسلام أيضًا فيما بعد.
في سنواته الأخيرة، أعطى النبيُّ مُحَمَّد أدواراً بارزة لبعض من أسلم من بني أمية ، ربما كوسيلة لإبقائهم تحت السيطرة ومنعهم من الارتداد.

## بعد النبيُّ مُحَمَّد
بعد وفاة النبيُّ مُحَمَّد، وبعد جدال في سقيفة بني ساعدة تم اختيار أبو بكر الصديق الخليفة (خليفة النبي) وزعيماً للمسلمين كان ينتمي إلى بني تيم، وهي عشيرة ذات مكانة أدنى إلى حد ما في هرم قريش، وبحسب ما ورد فإن أبو سفيان الذي يمثل بني أمية وعم النبيُّ مُحَمَّد العباس بن عبد المطلب الذي يمثل بني هاشم، قد عرضا على علي بن أبي طالب المساعدة العسكرية في الرجال والأسلحة في حال أراد محاربة أبو بكر، لكن علي وبخهم.
عندما تم تأمين خلافة أبو بكر، يُروى في بعض الروايات أن أبو سفيان قد اقترب منه وطلب منه تعيين أبنائه في مناصب بارزة مقابل امتثال بني أمية. وقد جعل أبو بكر يزيد بن أبي سفيان نجل أبو سفيان قائداً لأحد الجيوش التي كانت ستغزو الشام. وقام الخليفة الثاني عمر بن الخطاب باستثناء في حكمه الصارم بتعيين المتحولين المسلمين الأوائل إلى مناصب بارزة ، من خلال تعيين الراحل يزيد بن أبي سفيان - وأخو يزيد فيما بعد معاوية - في منصب والي الشام.
في الانتخابات التي جرت بعد وفاة الخليفة عمر، فضلت النخب السياسية المكية بأغلبية ساحقة الأموي عثمان بن عفان على الهاشمي علي. كان هذا، وفقاً لويلفرد مادلونغ، نتيجة عدم رغبة العائلات المكية في قبول أن العائلة الهاشمية ستحمل النبوة والخلافة. سجل المؤرخ ابن أبي الحديد محادثة بين الخليفة عمر و عبد الله بن العباس، حيث قال فيها عمر: "إن قريش لن توافق بالإجماع على خلافة علي، وإذا تم اختياره كخليفة، فإن العرب سيهاجمونه من كل اتجاه ".
وكان الخليفة الثالث عثمان بن عفان وهو صحابي جليل له سبقهُ في الإسلام من الأسرة الأموية، وقد تميزت سياسته بالمحسوبية، حيث منح بعض أفراد أسرته مناصب حكومية وإدارية. أكسبه ذلك انزعاجاً من بعض الصحابة البارزين غير الأمويين (مثل طلحة بن عبيد الله وعبد الرحمن بن عوف و السيدة عائشة أرملة النبيُّ مُحَمَّد) وكذلك القبائل العربية في العراق ومصر، الذين انزعجوا من إصرار الخليفة على إعطاء بعض المال غنيمة الحرب لأقاربه الأمويين.
وعلى إثر ذلك تم إرسال كتيبة من حوالي 1000 شخص من مصر إلى المدينة المنورة، مع تعليمات باغتيال عثمان والإطاحة بالحكومة وسارت وحدات مماثلة من الكوفة والبصرة إلى المدينة المنورة. أرسلوا ممثليهم إلى المدينة المنورة للاتصال بقادة الرأي العام حيث انتظر ممثلو الكتيبة المصرية علي بن أبي طالب وعرضوا عليه الخلافة خلفاً لعثمان وهو ما رفضه علي وانتظر ممثلو الكتيبة من الكوفة الزبير فيما انتظر ممثلو الكتيبة من البصرة طلحة وعرضوا مبايعتهم على الخليفة التالي وقد رفضا كِلاهما الأمر. وباقتراحهم بدائل لعثمان كخليفة قام المتمردون بتحييد الجزء الأكبر من الرأي العام في المدينة المنورة ولم يعد بإمكان فصيل عثمان تقديم جبهة موحدة. حصل عثمان على دعم نشط من الأمويين، وعدد قليل من الناس الآخرين في المدينة المنورة. عندما قُتل عثمان ظُلماً أخيراً على يد المتمردين في يونيو 656 رغم أن كبار الصحابة أرسلوا أبناؤهم مثل الحسن والحسين وعبد الله بن عباس وغيرهم للدفاع عنه، إلا أنهم اقتحموا داره وقتلوه وقطعوا أصابع من يد زوجته نائلة بنت الفرافص، وبعد ذلك انتخب أهل المدينة علي بن أبي طالب خليفة بعد إلحاح وضغوط وجعل بيعته علنيَّة لا في منزله.

## بعد فتنة مقتل عثمان
معاوية بن أبي سفيان والي الشام منذ فترة طويلة رفض مبايعة علي واتهمه بالتحريض على قتل عثمان، وأعلن معاوية أنه اعتبر بني هاشم مسؤولين بشكل جماعي عن دماء عثمان، فأحيا الثأر القديم وأنه لن يبايع حتى يتم القصاص من قتلة عثمان.
الوليد بن عقبة ابن عم معاوية، خاطب علي بهذه الكلمات: "إن أقاربك من عبد المطلب هم الذين قتلوا عثمان في حق لا يقبل الجدل، بسبب الظلم والعدوان، دون ادعاء الانتقام من الدم، و أنت أكثر الناس استحقاقًا للقفز عليهم، لذا اقفز" واتهم مروان بن الحكم الخليفة علي: "إذا لم تضرب الرجل المقتول علانية، فإنك بالتأكيد ضربته في الخفاء".
في غضون ذلك واجه الخليفة علي تمرد عائشة وطلحة والزبير، الذين ظنُّوا أنه لن يتمكَّن من القصاص بدم عثمان. كما لم يكن جميع الأمويين ميالون للقتال ضد علي - فقد اعتبره البعض أقرب قرابةً من طلحة والزبير. أعلن سعيد بن العاص الذي تبع طلحة والزبير في طريقهما إلى البصرة، أنه لن يجتهد لأخذ الحكم بعيدًا عن بني عبد مناف (اسم الأجداد المشترك لكل من الهاشميين والأمويين). وعاد.
بعد أن هزم علي جيش الجمل في معركة الجمل (ديسمبر 656) ، طالب معاوية بالتنازل عن منصب والي الشام.
إلا أن معاوية رفض واتهم مرة أخرى الخليفة علي (دون الاعتراف بخلافته) بالمسؤولية عن مقتل عثمان وبدأ في حشد جيش من أهل الشام.
قام الخليفة علي أيضًا بالتحضير للمعركة والتقى الجيشان في يوليو 657 في صفين.كتب المؤرخ اليعقوبي أن الخليفة علي كان لديه 80 ألف رجل بينهم 70 من الصحابة الذين شاركوا في معركة بدر، و 70 من الصحابة الذين حلفوا اليمين في الحديبية ، و 400 من الأنصار والمهاجرون البارزين. بينما كان لدى معاوية 120 ألف من أهل الشام.

كتب ويليام موير ذلك :
كلا الجيشين منتشرين في مجموعة كاملة، قاتلوا حتى سقطت ظلال المساء ولم يكن أي منهما أفضل. في صباح اليوم التالي ، تجدد القتال بقوة كبيرة. وقف علي في الوسط مع زهرة جنده من المدينة وتشكلت الأجنحة، أحد المحاربين من البصرة والآخر من الكوفة. كان معاوية جناح نصب على أرض الملعب وهناك محاطًا بخمسة صفوف من حراسه يراقبون اليوم. وحمل عمرو بثقل حصان على جناح الكوفة الذي هبط. وكان علي معرضًا لخطر وشيك سواء من زخات كثيفة من الأسهم أو من اللقاء القريب ... قائد علي الأشتر، على رأس 300 حافظ القرآن (أولئك الذين حفظوا القرآن) قاد الجناح الآخر، الذي أثار غضب حراس معاوية. تم قطع أربعة من رتبته الخمسة إلى أشلاء، وكان معاوية، وهو يفكر في الطيران، قد دعا بالفعل إلى حصانه، عندما تومض في ذهنه زوجان عسكريان، وتمسك بموقفه.
كتب المؤرخ الإنجليزي إدوارد جيبون: "أظهر الخليفة علي شخصية متفوقة من الشجاعة والإنسانية. كان على قواته أن تنتظر أول ظهور للعدو، لتجنيب إخوانهم الهاربين، وأن تحترم جثث الموتى، وعفة الأسيرات. وتحطمت صفوف الشاميين بسبب تهمة البطل الذي امتطى حصاناً، وشكل بقوة لا تقاوم سيفه الثقيل ذي الحدين". من بين الخسائر المقدرة فقدت قوات علي 25,000 ، بينما فقدت قوات معاوية 45,000. فزعته المذبحة أرسل علي رسالة إلى معاوية وطالبه بالقتال الفردي قائلاً إن من يفوز يجب أن يكون الخليفة. على حد تعبير جيبون "اقترح علي بسخاء إنقاذ دماء المسلمين بمعركة واحدة، لكن منافسه المرتجف رفض التحدي باعتباره حكماً بالموت المحتوم".

أقدم رواية عن المعركة نجدها في كتاب ابن هشام (833) حيث نقل عن ابن مزاحم توفي عام 212 هـ وتوفي أبو مخنف عام 170 هـ. وتقول إنه بعد ثلاثة أيام من القتال كانت الخسائر في الأرواح مروعة. وفجأة ، قيل إن أحد الشاميين، ابن لاهية خوفا من الفتنة وغير قادر على تحمل المشهد، انطلق إلى الأمام بنسخة من القرآن على أذني جواده ليحكم بكتاب الله، وبقية الشاميين. يُزعم أن أولئك على الجانبين رفعوا الصرخة متلهفين على تجنب قتل إخوانهم المسلمين باستثناء المتآمرين، أيد غالبية أتباع علي التحكيم. نصر بن مزاحم، في أحد المصادر المبكرة ذكر أن الأحنف بن قيس أحد أنصار علي الرئيسيين وهو كوفيّ وقف وقال
يا جماعة المسلمين! لقد رأيتم ما حدث في اليوم الذي مضى. فيها أباد بعض العرب. والله بلغت السن الذي شاء الله لي. لكني لم أر يومًا مثل هذا من قبل. دع الحاضر ينقل للغائب! إذا قاتلنا غدا فسيكون إبادة العرب وضياع ما هو مقدس. أنا لا أقول هذا خوفاً من الموت ، لكني رجل مسن أخاف على النساء والأطفال غداً إذا أبيدنا. اللهم إني نظرت إلى شعبي وأهل دين ولا تقوى أحدا. لا نجاح إلا بالله. عليه أعود إليه. يمكن أن يكون الرأي صحيحًا وخاطئًا. وحين يقضي الله أمرا يقوم به سواء شاء عباده أم أبوا. أقول هذا وأستغفر الله لي ولكم.
ثم قال نصر بن مزاحم إن الناس نظروا إلى معاوية والذي قال:
هو محق. وبالله إذا التقينا غدًا فسوف يهاجم البيزنطيون نسائنا وأطفالنا وسيهاجم شعب فارس نساء وأطفال العراق. أولئك الذين لديهم أقدار وذكاء يرون هذا اربط نسخ المصحف بأطراف الرماح. لذلك توقف القتال.
تقرر على الشاميين والمقيمين في الكوفة في العراق ترشيح محكم، كل واحد ليختار بين علي ومعاوية. وقع اختيار السوريين على عمرو بن العاص الذي كان الروح العقلانية والناطق باسم معاوية. كان عمرو بن العاص من دُهاة العرب وقد طرد الرومان من كامل مِصر  وقبل بضع سنوات وفقًا للتقاليد الإسلامية، وجد عمرو بن العاص مع 9,000 رجل في فلسطين نفسه في مواجهة جيش هرقل البالغ عدده 100,000 جندي حتى عبر خالد الصحراء السورية من العراق لمساعدته  كان مفاوضًا ماهرًا وقد استخدم سابقًا في المفاوضات مع هرقل الإمبراطور الروماني. أراد علي أن يعين مالك الأشتر أو عبد الله بن عباس حكماً لأهل الكوفة، لكن القرع اعترض بشدة، زاعمين أن رجالاً مثل هذين هم بالفعل مسؤولون عن الحرب ومشاركون به، وبالتالي، فإنهم غير مؤهلين لذلك. وقد رشحوا أبو موسى الأشعري حكماً لهم. (في عهد عثمان ، عيّنوا أبو موسى العشري والي الكوفة وعزلوا حاكم عثمان قبل أن يبدأوا في قتال عثمان) وجد علي أنه من المناسب الموافقة على هذا الخيار لدرء الخلافات الدموية في جيشه. وفقًا لـ "أسد الغابة" ، فقد حرص علي على أن يشرح شخصيًا للمحكمين "أنتم محكمون بشرط أن تقرروا وفقًا لكتاب الله، وإذا لم تكن تميل إلى ذلك، فلا ينبغي أن تعتبروا أنفسكم كن حكامًا".
لم ينقسم العراقيون تحت حكم علي والشاميين في عهد معاوية حول عقيدتهم  ولكن حول موعد تقديم أولئك الذين قتلوا عثمان إلى العدالة. أراد علي أيضًا تقديمهم إلى العدالة لكن الخلاف كان حول التوقيت.
في وقت لاحق، في عام 661، اغتيل علي في التاسع عشر من رمضان ، بينما كان يصلي في المسجد الكبير بالكوفة. هاجمه الخارجيّ عبد الرحمن بن ملجم أثناء صلاة الفجر وأصابه بجرح مُميت بخنجرٍ مسموم.
بعد مقتل علي، بويع ابنه الحسن بن علي إلى الخلافة. لتجنب معاناة المزيد من الحرب الأهلية، وقع حسن على معاهدة سلام مع معاوية. وفقًا للمعاهدة، تنازل الحسن عن الخلافة لمعاوية ولكن بشرط ألا يحدد معاوية خليفة له خلال فترة حكمه بدلاً من ذلك، كان عليه أن يترك العالم الإسلامي يختار خليفته بعد ذلك.

## الخلافة الأموية
بعد أن حكم معاوية لمدة 19 عامًا كخليفة، قرر معاوية ترشيح ابنه يزيد الأول خلفًا له، وبالتالي خرق معاهدة حسن معاوية وبدأ حكم الأسرة الحاكمة في الإسلام. أصبح يزيد الخليفة عام 680 م. رفض حفيد النبيُّ مُحَمَّد الحسين بن علي مبايعة الحاكم الجديد. بعد بضعة أشهر من إرسال يزيد لاستدعائه إلى الهاشميين، قتلت الجيوش الأموية الحسين و 21 فردًا آخر من عائلته أهل البيتفي سهول كربلاء في العراق. كان من بين الضحايا بعض أسباط النبيُّ مُحَمَّد وكذلك منهم رضيع، بينما تم القبض على إمرأتين كل منهما في الخمسينيات من العمر، كأسرى حرب. تسببت هذه المذبحة بحق الهاشميين - آل بيت النبي - في حدوث اضطرابات بين النخب الدينية للإمبراطورية الناشئة. ومع ذلك فإن العمل الأموي في كربلاء ضمن سيطرة العائلة على الخلافة لمدة سبعين عامًا.
على الرغم من أن الهاشميين لم يعودوا يشكلون تهديدًا مباشرًا للحكم الأموي، إلا أن تدميرهم شبه الكامل في معركة كربلاء حفز الانقسامات السياسية والأيديولوجية في المجتمع الإسلامي المبكر، ويُعتقد أنه أحد الأسباب الرئيسية للانقسام السني - الشيعي.
عبد الله بن عباس، أبرز الهاشمي بعد وفاة الحسين، خاطب يزيد في خطاب رواه ابن أثير على النحو التالي:
لا أجد شيئًا أكثر إثارة للدهشة من حقيقة أنك تطلب مساندتي بينما قتلت أبناء أبي والدم ينزف من سيفك. أنت أحد أهداف ثأري. لا ينبغي أن يجعلك انتصارك علينا اليوم عبثًا لأننا سننتصر عليك يومًا ما".
وهكذا، بذل الفرع العباسي من الهاشميين (أحفاد ابن عباس) والفرع العلوي (أحفاد علي) جهودهم المنفصلة للإطاحة بالأمويين، وبينما كانت الثورات العلويَّة أكثر تخبُّطاً كانت الثورات العباسيَّة أكثر تنظيماً وهدوءاً وقد كانت ثورة زيد بن علي حفيد الحسين بن علي المبُاشر، في الثلاثينيات من القرن الثامن الميلادي، قد عانى مصيرًا مشؤومًا. بعد أن تخلى الكثير من أتباعه عنه، قاتل مع فرقة صغيرة حتى هُزم على يد القوة الأموية الأكبر بكثير من الخليفة الأموي هشام بن عبد الملك، وسقط زيد في معركة بسهم اخترق جبهته. أدى إزالة السهم إلى وفاته. تم دفنه سرا خارج الكوفة، لكن الأمويين تمكنوا من العثور على مكان الدفن، وانتقامًا من التمرد استخرجوا جسد زيد وصلبوه.
ثم قاموا بإشعال النار فيها ونثر الرماد ربما لمنع قبره من أن يصبح محجاً. عندما أطاح العباسيون وهم مثل زيد من الهاشميين بالأمويين عام 750 قاموا بدورهم باستخراج جسد هشام وصلبوه وأحرقوه انتقامًا لزيد.

## الثورة العباسية
كانت الحركة الهاشمية مسؤولة إلى حد كبير عن بدء الجهود النهائية ضد الدولة الأموية  في البداية بهدف استبدال الأمويين بعائلة حاكمة من العلويين. إلى حد ما، حمل التمرد ضد الأمويين ارتباطًا مبكرًا بالأفكار الشيعية. وقد حدث بالفعل عدد من الثورات الشيعية ضد الحكم الأموي على الرغم من أنهم كانوا صريحين بشأن رغبتهم في أن يصبح حاكمًا من العلويين. حارب زيد بن علي الأمويين في العراق ، بينما أسس عبد الله بن معاوية حكمًا مؤقتًا على بلاد فارس. لم يؤد مقتلهم إلى زيادة المشاعر المعادية للأموية بين الشيعة فحسب بل أعطى أيضًا الشيعة والسنة في العراق وبلاد فارس صرخة حاشدة مشتركة. في الوقت نفسه أدى القبض على شخصيات المعارضة الشيعية الرئيسية وقتلهم إلى جعل العباسيين المتنافسين الواقعيين الوحيدين على الفراغ الذي تركه الأمويون.
التزم العباسيون الصمت بشأن هويتهم قائلين ببساطة أنهم يريدون حاكمًا من سليل محمد الذي يوافق المجتمع المسلم على اختياره كخليفة. افترض العديد من الشيعة بطبيعة الحال أن هذا يعني وجود حاكم علوي وهو اعتقاد شجعه العباسيون ضمنيًا لكسب دعم الشيعة. على الرغم من أن العباسيين كانوا أعضاء في عشيرة بني هاشم منافسة الأمويين يبدو أن كلمة "الهاشمية" تشير بشكل خاص إلى عبد الله بن محمد بن الحنفية ، حفيد علي وابن محمد بن الحنفية .
وفقًا لبعض التقاليد توفي عبد الله عام 717 في حميمة في منزل محمد بن علي عباسي ، رب الأسرة العباسية وقبل أن يموت سمّى محمد بن علي خلفًا له. على الرغم من أن الحكاية تعتبر ملفقة  إلا أنها سمحت للعباسيين في ذلك الوقت بحشد مؤيدي ثورة مختار الثقفي الفاشلة الذين قدموا أنفسهم على أنهم من أنصار محمد بن الحنفية بحلول الوقت الذي كانت فيه الثورة على قدم وساق كان معظم الشيعة الكيسانيين قد نقلوا ولائهم للسلالة العباسية (في حالة الهاشمية) ،  أو تحولوا إلى فروع أخرى من الشيعة.
ابتداء من حوالي عام 719 ، بدأت البعثات الهاشمية في البحث عن أتباع في خراسان . تم تأطير حملتهم كإحدى الحملات الدعوية . لقد سعوا إلى دعم "الرضا من آل محمد" واختيار خليفة من آل مُحَمَّد  دون الإشارة صراحة إلى العباسيين. لاقت هذه المهمات نجاحًا بين العرب وغير العرب، على الرغم من أن الأخيرة ربما لعبت دورًا مهمًا بشكل مطرد في نمو الحركة. وقع عدد من التمردات الشيعية في السنوات الأخيرة من الحكم الأموي في نفس الوقت تقريبًا الذي اشتعلت فيه المشاعر بين الوحدات الشامية مثل القيسيين واليمانيين التابعة للجيش الأموي فيما يتعلق بالتحالفات والمخالفات أثناء ذلك.
في هذا الوقت كانت الكوفة مركزًا لمعارضة الحكم الأموي، ولا سيما أنصار علي والشيعة. في 741-42 أجرى أبو مسلم أول اتصال له مع العملاء العباسيين هناك ، وفي النهاية تم تقديمه إلى رأس العباسيين ، الإمام إبراهيم الإمام، في مكة . حوالي 746 ، تولى أبو مسلم قيادة الهاشمية في خراسان. على عكس ثورات علي التي كانت صريحة ومباشرة بشأن مطالبهم ، بنى العباسيون مع الحلفاء الهاشميون ببطء حركة مقاومة تحت الأرض للحكم الأموي. تم استخدام الشبكات السرية لبناء قاعدة دعم في أراضي المسلمين الشرقية لضمان نجاح الثورة. لم يحدث هذا التراكم في أعقاب الثورة الزيدية في العراق فحسب، بل حدث أيضًا بالتزامن مع الثورة الأمازيغية في أيبيريا والمغرب العربي، وتمرد الإباضية في اليمن والحجاز ،  والفتنة الثالثة في بلاد الشام، مع اندلعت ثورة الحارث بن سريج في خراسان وآسيا الوسطى بالتزامن مع الثورة نفسها. قضى العباسيون وقتهم في التحضير وهم يشاهدون الإمبراطورية الأموية محاصرة من داخلها في جميع الاتجاهات الأساسية الأربعة ،  وقد أكد الأستاذ الفخري في مدرسة الدراسات الشرقية والأفريقية جيرالد "الاستعدادات، لم يكن من الممكن التعبئة ضدهم" 
في 9 يونيو 747 (25 رمضان 129 هـ) ، نجح أبو مسلم في إطلاق ثورة مفتوحة ضد الحكم الأموي ، والتي نفذت تحت علامة المعيار الأسود . كان ما يقرب من 10000 جندي تحت قيادة أبو مسلم عندما بدأت الأعمال العدائية رسميًا في ميرف . في 14 فبراير 748 ، فرض سيطرته على ميرف ،  وطرد الحاكم الأموي نصر بن سيار بعد أقل من عام من إخماد هذا الأخير تمرد ابن سريج ، وأرسل جيشًا غربًا.
قام الضابط العباسي المكلف حديثًا قحطبا بن شبيب الطائي ، مع أبنائه الحسن بن قحطبا وحميد بن قحطبا ، بمطاردة ابن سيار إلى نيسابور ثم دفعه غربًا إلى قميس في غرب إيران. في آب / أغسطس من ذلك العام ، هزم الطائي قوة أموية قوامها 10,000 فرد في جرجان . أعاد ابن سيار تنظيم صفوفه مع تعزيزات من الخليفة في ري ، فقط لتسقط تلك المدينة وكذلك قائد الخليفة. مرة أخرى ، هرب ابن سيار غربًا وتوفي في 9 ديسمبر 748 أثناء محاولته الوصول إلى همدان . تدحرج الطائي غربًا عبر خوروسان ، وهزم قوة أموية قوية قوامها 50 ألفًا في أصفهان في مارس 749.
في نهاوند ، حاول الأمويون اتخاذ موقفهم الأخير في خوروسان. هربت القوات الأموية من همدان وبقية رجال ابن سيار وانضموا إلى أولئك المحصنين بالفعل. هزم قحطبا كتيبة إغاثية أموية من سوريا بينما حاصر ابنه الحسن نهاوند لأكثر من شهرين. أبرمت الوحدات العسكرية الأموية من سوريا داخل الحامية صفقة مع العباسيين ، وأنقذت حياتهم من خلال بيع الوحدات الأموية من خروسان الذين تم إعدامهم جميعًا. بعد ما يقرب من تسعين عامًا ، انتهى الحكم الأموي في خروسان أخيرًا.
في نفس الوقت الذي استولى فيه الطائي على نيسابور ، كان أبو مسلم يقوي قبضة العباسيين على الشرق الأقصى المسلم. تم تعيين حكام العباسيين على ترانسكسيانا وباكتريا ، في حين أن المتمردين الذين وقعوا اتفاق سلام مع نصر بن سيار عرض عليهم أبو مسلم اتفاق سلام فقط ليتم شطبهم مرتين والقضاء عليهم. مع تهدئة أي عناصر متمردة في الشرق واستسلام نهاوند في الغرب ، كان العباسيون حكام خوروسان بلا منازع.

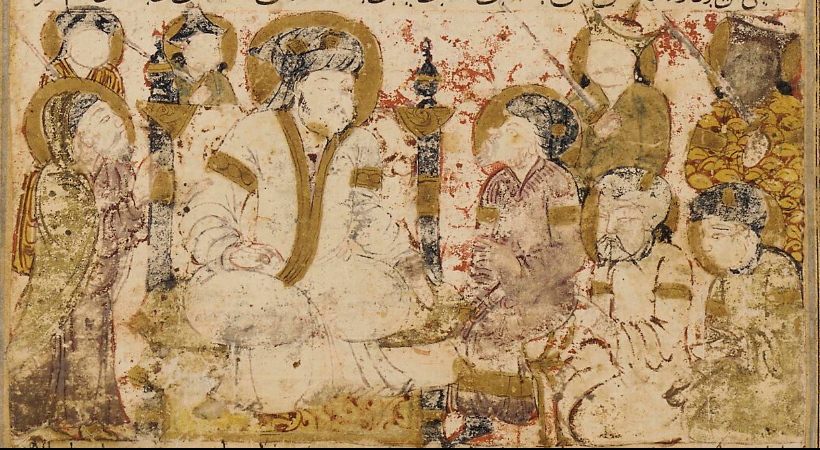
ورقة من سجلات المؤرخ البلعمي الساماني تصور السفاح وهو يتلقى البيعة في الكوفة.

لم يضيع العباسيون أي وقت في الاستمرار من خراسان إلى بلاد ما بين النهرين. في أغسطس 749 ، حاول القائد الأموي يزيد بن عمر الفزاري مقابلة قوات الطائي قبل أن يتمكنوا من الوصول إلى الكوفة . حتى لا يتفوق عليهم العباسيون ، شنوا غارة ليلية على قوات الفزاري قبل أن تتاح لهم فرصة الاستعداد. أثناء الغارة ، قُتل الطائي نفسه أخيرًا في معركة. على الرغم من الخسارة ، تم طرد الفزاري وهرب مع قواته إلى واسط . تم حصار واسط من ذلك أغسطس حتى يوليو 750. على الرغم من فقدان قائد عسكري محترم ، إلا أن جزءًا كبيرًا من القوات الأموية كانوا محاصرين بشكل أساسي داخل واسط ويمكن تركهم في سجنهم الافتراضي أثناء القيام بمزيد من العمليات العسكرية الهجومية.
بالتزامن مع حصار عام 749 ، عبر العباسيون نهر الفرات واستولوا على الكوفة. بدأ ابن خالد القصري - المسؤول الأموي المخزي الذي تعرض للتعذيب حتى الموت قبل بضع سنوات - أعمال شغب مؤيدة للعباسيين بدأت في قلعة المدينة. في 2 سبتمبر 749 ، دخل الحسن بن قحطبا إلى المدينة وأسس متجرًا. تبع ذلك بعض الارتباك عندما دفع أبو سلامة ، الضابط العباسي ، إلى زعيم من العلويين. أخبر أبو جهم ، المقرب من أبو مسلم ، ما كان يحدث ، وتصرف العباسيون بشكل استباقي. في يوم الجمعة ، 28 نوفمبر 749 ، قبل انتهاء حصار واسط ، تم الاعتراف بالسفاح ، حفيد عم محمد ، العباس ، كخليفة جديد في مسجد الكوفة. أبو سلامة ، الذي شهد مبايعة اثني عشر قائدا عسكريا من الثورة ، أصيب بالحرج من اتباعه.
وبنفس السرعة التي سارعت بها قوات قحطبا من خروسان إلى الكوفة ، سارت قوات عبد الله بن علي وأبو عون عبد الملك بن يزيد نحو الموصل . في هذه المرحلة ، حشد مروان الثاني قواته من حران وتقدم نحو بلاد ما بين النهرين. في 16 يناير 750 التقى القوتان على الضفة اليسرى لأحد روافد نهر دجلة في معركة الزاب ، وبعد تسعة أيام هُزم مروان الثاني ودُمر جيشه بالكامل. تعتبر المعركة ما حسم مصير الأمويين في النهاية. كل ما يمكن أن يفعله مروان الثاني هو الفرار عبر سوريا إلى مصر ، مع استسلام كل بلدة أموية للعباسيين أثناء مطاردتهم.
سقطت دمشق في أيدي العباسيين في أبريل ، وفي أغسطس تم تعقب مروان الثاني وعائلته من قبل قوة صغيرة بقيادة أبو عون وصالح بن علي (شقيق عبد الله بن علي) وقتلوا في مصر. وصمد الفزاري القائد الأموي في واسط حتى بعد هزيمة مروان الثاني في يناير كانون الثاني. ووعده العباسيون بالعفو في يوليو / تموز ، لكن فور خروجه من القلعة أعدموه بدلاً من ذلك. بعد ما يقرب من ثلاث سنوات من التمرد ، انتهت الدولة الأموية.
قام المنتصرون بتدنيس مقابر الأمويين في سوريا ، ولم يبق منهم سوى عمر بن عبد العزيز كما تم تعقب معظم أفراد الأسرة الأموية المتبقين وقتلهم. عندما أعلن العباسيون العفو عن أفراد الأسرة الأموية اجتمع ثمانون في يافا لتلقي العفو وتم ذبحهم جميعًا.
في أعقاب ذلك مباشرة، تحرك العباسيون لتعزيز سلطتهم ضد الحلفاء السابقين الذين يُنظر إليهم الآن على أنهم منافسون. بعد خمس سنوات من نجاح الثورة، اتهم الخليفة العباسي الثاني المنصور أبو مسلم بالهرطقة والخيانة . أُعدم أبو مسلم في القصر عام 755 على الرغم من تذكيره للمنصور بأنه (أبو مسلم) هو من وصل بالعباسيين إلى السلطة ،  وتم رشوة رفاقه في السفر للصمت. أدى الاستياء من وحشية الخليفة وكذلك الإعجاب بأبي مسلم إلى تمردات ضد الأسرة العباسية نفسها في جميع أنحاء خراسان وكردستان .
على الرغم من أن الشيعة كانوا مفتاح نجاح الثورة ، أدت محاولات العباسيين للادعاء بالأرثوذكسية في ضوء الإفراط المادي في الأمويين إلى استمرار اضطهاد الشيعة. من ناحية أخرى ، استعاد غير المسلمين المناصب الحكومية التي فقدوها في عهد الأمويين. تم إعادة دمج اليهود والمسيحيين النسطوريين والزرادشتيين وحتى البوذيين في إمبراطورية أكثر عالمية تتمحور حول مدينة بغداد الجديدة المتنوعة عرقياً ودينياً.
كان العباسيون في الأساس دمى للحكام العلمانيين بدءًا من عام 950 ،  على الرغم من أن نسبهم كخلفاء اسمي استمر حتى عام 1258 عندما قتلت جحافل المغول آخر خليفة عباسي في بغداد. دامت فترة الحكم الفعلي المباشر للعباسيين ما يقرب من مائتي عام.
نجا أحد أحفاد هشام بن عبد الملك ، عبد الرحمن الأول ، وأنشأ مملكة في الأندلس ( Moorish Iberia ) بعد خمس سنوات من السفر غربًا. على مدار ثلاثين عامًا ، أطاح بالحكم الفراتي وقاوم التوغلات العباسية لإنشاء إمارة قرطبة . يعتبر هذا امتدادًا للسلالة الأموية ، وحُكمت من قرطبة من 756 حتى 1031.
إن إبادة الأسرة الأموية على يد السفاح - مما أكسبه لقب "الجزار" - والتنصير القسري لاحقًا للفرع الذي يتخذ من إسبانيا مقراً له بعد الاسترداد - المعروف الآن باسم عائلة بنجوميا وبنوميا في إسبانيا - يعني أن أحفاد بني أمية نادرون اليوم. على العكس من ذلك ، فإن أحفاد محمد وبني هاشم الأحياء يقدرون اليوم بعشرات الملايين. اليوم تعتبر ثلاث سلالات ملكية ذات سيادة - الهاشميون الأردنيون والعلويون في المغرب وبلقية بروناي والعائلة المالكة السابقة في ليبيا جزءًا من بني هاشم.